# Traudi Beierlein
Waltraud „Traudi“ Beierlein (* 27. September 1941 in Graz) ist eine deutsche ehemalige Schwimmerin und Olympiateilnehmerin. Die 1,71 m große und 58 kg schwere Athletin startete für den Darmstädter Schwimm- und Wassersportclub.
Im Jahr 1964 wurde sie Deutsche Meisterin über 100 m Freistil.
Über dieselbe Strecke startete sie bei den Olympischen Spielen 1964 in Tokio, schied aber im Vorlauf aus. Ihre Zeit von 1:05,4 min brachte sie in der Gesamtwertung auf Platz 31 unter 44 Starterinnen. Der Olympiasieg ging an die Australierin Dawn Fraser, die mit 59,5 s fast sechs Sekunden schneller war. Mehr Erfolg hatte sie als Mitglied der 4 × 100-m-Freistilstaffel, die in 4:15,0 min auf Platz 6 kam. Für eine Medaille hätte das Team (bestehend aus Martina Grunert, Traudi Beierlein, Rita Schumacher und Heidi Pechstein) 3 Sekunden schneller sein müssen.
Traudi Beierlein ist heute als freischaffende Künstlerin tätig. Sie ist mit Gerhard Schulte verheiratet und hat zwei Kinder.